# Tanjung Pinggir (Sekupang)
Tanjung Pinggir is een bestuurslaag in het regentschap Batam van de provincie Riau-archipel, Indonesië. Tanjung Pinggir telt 4478 inwoners (volkstelling 2010).